# 唯登詩樹
唯 登詩樹（1956年—），京都府出身，為日本漫畫家。曾以「加藤雅基」為筆名發表作品，作品包括了十八禁及非十八禁。

## 作品
- 《我的雙翼》、全5冊、原名
- 《猜猜我是誰》、全3冊、原名
- 《IT》（IT イット）
- 《Yui Shop複製畫集》
- 《絕色雙嬌》（又譯《再續前緣》，KIRARA）
- 《尖鋒行動》（ホットジャンクション）
- 《My doll house 甜蜜寶貝屋》、全3冊

- 《最近整個世界都變成我的了...》、全4冊、原名

## 外部連結
- （日語）Yui's Shed+（页面存档备份，存于）
- （日語）